# HD 118508
HD 118508，又名BD+25 2652，SAO 82905、HR 5123，是一颗恒星，视星等为5.74，位于銀經21.68，銀緯79.45，其B1900.0坐标为赤經13h 32m 16.7s，赤緯+25° 79.45′ 24″。